# Tomodensitométrie à comptage photonique
Le Scanner à comptage photonique (TDMCP), ou  Tomodensitométrie à comptage photonique, est une forme de tomodensitométrie (TDM) dans laquelle les rayons X sont détectés à l'aide d'un détecteur à comptage photonique (PCD) qui transforme directement les photons X en signal électrique. Cette technologie diffère des détecteurs dits à intégration d'énergie (EID), utilisés dans les scanners plus conventionnels, où l'énergie totale (qui provient généralement d'un grand nombre de photons, en plus du "bruit" électronique) déposée dans un pixel pendant une période de temps fixe est enregistrée. Les EID enregistrent ainsi uniquement l'intensité du flux de photons, comparable à la photographie en noir et blanc, tandis que les PCD enregistrent également des informations spectrales, similaires à la photographie couleur.

## Avantages
Pour évaluer les performances des PCD, on les compare généralement aux EID, qui sont les détecteurs les plus répandus.
Les principaux avantages techniques des PCD sont:
- Une amélioration du rapport signal sur bruit et du contraste
- Meilleure résolution spatiale[1]
- Une réduction de dose pour les patients[2]
- Identification spécifique et quantitative des produits de contraste[3]